# Helena Anliot
| Posities op de WTA-ranglijst Positie per einde seizoen: \| jaar \| rang enkelspel \| \| ---- \| -------------- \| \| 1975 \| [3] 85 \| \| 1976 \| ? \| \| 1977 \| [4] 48 \| \| 1978 \| [5] 77 \| \| 1979 \| [6] 77 \| \| 1980 \| [7] 153 \| |                |
| jaar | rang enkelspel |
| 1975 | 85             |
| 1976 | ?              |
| 1977 | 48             |
| 1978 | 77             |
| 1979 | 77             |
| 1980 | 153            |

Aina Helena Gabriella Anliot (Falun, 26 september 1956) is een voormalig tennisspeelster uit Zweden. Anliot speelde rechtshandig. Zij was actief in het internationale tennis van 1973 tot en met 1980.

## Loopbaan
Op zestienjarige leeftijd betrad Anliot het internationale tennistoneel, op het graveltoernooi van Beaulieu (Frankrijk) in maart 1973 – zij verloor in de kwartfinale van de Nederlandse Annelies Schothorst. In juni van dat jaar speelde zij met landgenoot Björn Borg op het gemengd dubbelspel van Wimbledon – zij kregen een vrijstelling voor de eerste ronde, maar verloren hun openingspartij in de tweede ronde van Rosie Casals (VS) en Ilie Năstase (Roemenië). In juli won zij het graveltoernooi van Hango (Finland) – in de finale versloeg zij de Nieuw-Zeelandse Judith Connor. Zes weken later won zij het graveltoernooi van Ankara (Turkije); in de finale versloeg zij de Spaanse Carmen Perea – op dit toernooi bereikte zij ook de dubbelspelfinale, samen met landgenote Ann-Charlotte Dahlberg; zij verloren van het Deense koppel Mari-Ann Klougart en Anne-Mette Sørensen.
In december 1973/januari 1974 had Anliot haar grandslamdebuut in het enkelspel, op het Australian Open 1974 – ook in het dubbelspel deed zij mee, samen met landgenote Isabelle Larsson; zij wonnen hun openingspartij. In november/december 1974 won Anliot het Australian Hard Court Championship, een graveltoernooi in Gympie (Queensland, Australië) – zij versloeg de Sovjet-speelster Olga Morozova, en bereikte de finale die zij won van Natasha Chmyreva (eveneens uit de Sovjet-Unie). Zij eindigde het 1974-seizoen op de tweede plaats van de Zweedse ranglijst.
In 1975 bereikte Anliot de finale van het Scandinavian Indoor Championship in Stockholm – zij verloor de eindstrijd van de Noorse Ellen Grindvold. Op het vrouwendubbelspel van Roland Garros 1975 bereikte zij de kwartfinale, met landgenote Ingrid Bentzer aan haar zijde. Zij eindigde 1975 als nummer één van Zweden. Op de WTA-ranglijst was zij toen nummer 85.
In 1976 bereikte Anliot de finale van het Swedish Open, door haar dubbelspelpartner Ingrid Bentzer in de halve finale te verslaan – zij verloor de eindstrijd van de Tsjecho-Slowaakse Renáta Tomanová. De week erna won zij de dubbelspeltitel op het Oostenrijks Open in Kitzbühel, samen met landgenote Mimmi Wikstedt – in de finale versloegen zij het West-Duitse koppel Katja Ebbinghaus en Heidi Eisterlehner. Ook aan het eind van 1976 was Anliot de nummer één van Zweden.
In mei 1977 bereikte Anliot de finale van het West of Scotland Championship, een grastoernooi; zij verloor de eindstrijd van de Britse Ann Haydon-Jones – samen met Jones bereikte zij ook de dubbelspelfinale, die zij verloren van het Britse koppel Jo Durie en Clare Harrison. In juni/juli bereikte zij de finale van het toernooi in Travemünde (West-Duitsland) – zij verloor van de West-Duitse Katja Ebbinghaus. De week erna bereikte zij de dubbelspelfinale van het WTA-toernooi van Båstad, samen met de Roemeense Florența Mihai – zij verloren van Cynthia Doerner (Australië) en Raquel Giscafré (Argentinië). Haar beste enkelspelresultaat op de grandslamtoernooien is het bereiken van de derde ronde, op het US Open 1977, door in de tweede ronde de Tsjecho-Slowaakse Regina Maršíková te verslaan – daarna verloor zij van Chris Evert. Haar hoogste notering op de WTA-ranglijst is de 32e plaats, die zij bereikte in augustus 1977. In december bereikte zij de finale op het grastoernooi van Brisbane; nu verloor zij van Maršíková – samen met Maršíková won zij de dubbelspeltitel op dit toernooi; in de finale versloegen zij Nerida Gregory (Australië) en Naoko Satō (Japan). Aan het eind van het jaar was zij op de WTA-ranglijst nummer 48.
Anliot begon 1978 meteen met een enkelspeltitel in de eerste week, op het grastoernooi van Auckland – in de finale versloeg zij de Australische Marilyn Tesch. Ook nog in januari won zij het Swedish Indoor-toernooi in Zweden. In februari bereikte zij de finale van het overdekte Avon Futures-toernooi in Toronto (Canada) – zij verloor de eindstrijd van de Amerikaanse Sharon Walsh. In april won zij het Milan International-toernooi in Milaan – in de finale versloeg zij de Roemeense Mariana Simionescu. In het dubbelspel bereikte zij de halve finale op Roland Garros 1978, samen met de Tsjecho-Slowaakse Regina Maršíková – dit is haar beste dubbelspelresultaat op de grandslamtoernooien. In het gemengd dubbelspel bereikte zij twee keer de kwartfinale, eenmaal op Roland Garros 1978 en andermaal op het US Open 1978, beide samen met de Nieuw-Zeelander Chris Lewis. In augustus won zij, samen met de Deense Helle Sparre-Viragh, de dubbelspeltitel in Indianapolis (VS) – in de finale versloegen zij het Amerikaanse duo Barbara Hallquist en Sheila McInerney.
Inmiddels werd Anliot in toenemende mate gehinderd door haar ziekte. In juli 1979 won zij nog de Ellesse Grand Prix, een klein graveltoernooi in Perugia (Italië), waar zij de Amerikaanse Sandy Collins in de finale versloeg. Later die maand speelde zij op het graveltoernooi van Kitzbühel (het Oostenrijks Open); door in de kwartfinale de Roemeense Virginia Ruzici te verslaan, bereikte zij de halve finale die zij moest prijsgeven aan de Tsjecho-Slowaakse Hana Mandlíková – op het dubbelspeltoernooi speelde zij samen met de Australische Dianne Evers; zij wonnen de titel, door in de finale Virginia Ruzici (Roemenië) en Elly Vessies (Nederland) te verslaan. In de laatste maanden van 1979 nam Anliot nog aan enkele toernooien deel, maar zij strandde steeds in de eerste ronde.
In mei 1980 bereikte Anliot op het Italian Open in Perugia nog de derde ronde, waar Virginia Ruzici haar revanche nam. In juli speelde zij haar laatste geregistreerde toernooi, in Kitzbühel.
In de periode 1974–1980 maakte Anliot deel uit van het Zweedse Fed Cup-team – zij behaalde daar een winst/verlies-balans van 12–5.

## Privéleven
Anliot verkreeg in de eerste helft van de zeventiger jaren bekendheid als vriendin van Björn Borg, met wie zij ook gemengd dubbelspel speelde (Wimbledon, 1973). De Zweedse singer-songwriter Ted Gärdestad, als jeugdtennisser bevriend met Borg, schreef voor haar het lied Helena.
Als jonge twintiger kreeg Anliot de ziekte van Pfeiffer. Daardoor moest zij op 23-jarige leeftijd stoppen met tennis. Zij verhuisde naar Australië en werd kunstschilder.

## Palmares

### Finaleplaatsen enkelspel
| nr.              | finale     | toernooi      | ondergrond    | tegenstandster     | score         | ref                  |
| ---------------- | ---------- | ------------- | ------------- | ------------------ | ------------- | -------------------- |
| gewonnen finales |            |               |               |                    |               |                      |
| 1.               | 1973-07-29 | Hango         | gravel        | Judith Connor      | 6-4, 6-3      | [ 12 ]               |
| 2.               | 1973-09-10 | Ankara        | gravel        | Carmen Perea       | 6-3, 9-7      | [ 13 ]               |
| 3.               | 1974-12-01 | WTA Gympie    | gravel        | Natasha Chmyreva   | 6-1, 7-5      | [ 14 ]               |
| 4.               | 1978-01-08 | WTA Auckland  | gras          | Marilyn Tesch      | 6-4, 6-3      | [ 15 ] [ 16 ] [ 17 ] |
| 5.               | 1978-04-09 | WTA Milaan    |               | Mariana Simionescu | 6-3, 5-7, 6-4 | [ 18 ]               |
| verloren finales |            |               |               |                    |               |                      |
| 1.               | 1975-01-12 | WTA Stockholm |               | Ellen Grindvold    | 6-0, 6-7, 2-6 | [ 19 ]               |
| 2.               | 1976-07-11 | WTA Båstad    | gravel        | Renáta Tomanová    | 3-6, 2-6      | [ 20 ]               |
| 3.               | 1977-05-28 | WTA Glasgow   | gras          | Ann Haydon-Jones   | 2-6, 2-6      | [ 21 ]               |
| 4.               | 1977-07-03 | Travemünde    | gravel        | Katja Ebbinghaus   | 5-7, 3-6      | [ 22 ]               |
| 5.               | 1977-12-11 | WTA Brisbane  | gras          | Regina Maršíková   | 1-6, 6-3, 4-6 | [ 23 ]               |
| 6.               | 1978-02-12 | WTA Toronto   | hardcourt (i) | Sharon Walsh       | 6-4, 4-6, 6-7 | [ 24 ]               |

### Finaleplaatsen vrouwendubbelspel
| nr.              | finale     | toernooi         | ondergrond | partner                | tegenstandsters                       | score          | ref           |
| ---------------- | ---------- | ---------------- | ---------- | ---------------------- | ------------------------------------- | -------------- | ------------- |
| gewonnen finales |            |                  |            |                        |                                       |                |               |
| 1.               | 1976-07-18 | WTA Kitzbühel    | gravel     | Mimmi Wikstedt         | Katja Ebbinghaus Heidi Eisterlehner   | 6-4, 2-6, 7-5  | [ 25 ]        |
| 2.               | 1977-12-11 | WTA Brisbane     | gras       | Regina Maršíková       | Nerida Gregory Naoko Satō             | 6-3, 3-1, opg. | [ 23 ]        |
| 3.               | 1978-08-13 | WTA Indianapolis | gravel     | Helle Sparre-Viragh    | Barbara Hallquist Sheila McInerney    | 6-3, 6-1       | [ 26 ]        |
| 4.               | 1979-07-29 | WTA Kitzbühel    | gravel     | Dianne Evers           | Virginia Ruzici Elly Vessies          | 6-0, 6-4       | [ 27 ]        |
| verloren finales |            |                  |            |                        |                                       |                |               |
| 1.               | 1973-09-10 | Ankara           | gravel     | Ann-Charlotte Dahlberg | Mari-Ann Klougart Anne-Mette Sørensen | 4-6, 7-5, 3-6  | [ 13 ]        |
| 2.               | 1977-05-28 | WTA Glasgow      | gras       | Ann Haydon-Jones       | Jo Durie Clare Harrison               | 1-6, 6-4, 2-6  | [ 21 ]        |
| 3.               | 1977-07-10 | WTA Båstad       | gravel     | Florența Mihai         | Cynthia Doerner Raquel Giscafré       | 2-6, 5-7       | [ 28 ] [ 29 ] |
| 4.               | 1978-04-23 | WTA Nice         |            | Elvira Weisenberger    | Fiorella Bonicelli Gail Lovera        | 6-3, 3-6, 5-7  | [ 30 ]        |

## Resultaten grandslamtoernooien
| Legenda | Legenda                          |
| ------- | -------------------------------- |
| g.t.    | geen toernooi gehouden           |
| l.c.    | lagere categorie                 |
| –       | niet deelgenomen                 |
| G       | uitgeschakeld in de groepsfase   |
| 1R      | uitgeschakeld in de eerste ronde |
| 2R      | uitgeschakeld in de tweede ronde |
| 3R      | uitgeschakeld in de derde ronde  |
| 4R      | uitgeschakeld in de vierde ronde |
| KF      | uitgeschakeld in de kwartfinale  |
| HF      | uitgeschakeld in de halve finale |
| F       | de finale verloren               |
| W       | het toernooi gewonnen            |
| w-v     | winst/verlies-balans             |

### Enkelspel
| toernooi        | 1974 | 1975 | 1976 | 1977 | 1977 | 1978 |    | 1980 |
| --------------- | ---- | ---- | ---- | ---- | ---- | ---- | -- | ---- |
| Australian Open | 1R   | 2R   | –    | –    | 1R   | –    | –  |      |
| Roland Garros   | –    | 1R   | 1R   | –    | –    | 1R   | –  |      |
| Wimbledon       | 1R   | 1R   | –    | –    | –    | 2R   | 2R |      |
| US Open         | –    | –    | –    | 3R   | 3R   | 2R   | –  |      |

### Vrouwendubbelspel
| toernooi        | 1974 | 1975 | 1976 | 1977 | 1977 | 1978 |    | 1980 |
| --------------- | ---- | ---- | ---- | ---- | ---- | ---- | -- | ---- |
| Australian Open | 2R   | –    | –    | –    | 1R   | –    | –  |      |
| Roland Garros   | –    | KF   | 2R   | –    | –    | HF   | –  |      |
| Wimbledon       | –    | 1R   | –    | –    | –    | 1R   | 1R |      |
| US Open         | –    | –    | –    | 1R   | 1R   | 1R   | –  |      |

### Gemengd dubbelspel
| toernooi        | 1973 |      | 1975 | 1976 | 1977 | 1977 | 1978 | w-v |
| --------------- | ---- | ---- | ---- | ---- | ---- | ---- | ---- | --- |
| Australian Open | g.t. | g.t. | g.t. | g.t. | g.t. | g.t. | 0-0  |     |
| Roland Garros   | –    | 1R   | 1R   | –    | –    | KF   | 2-3  |     |
| Wimbledon       | 2R   | 2R   | –    | –    | –    | 1R   | 1-3  |     |
| US Open         | –    | –    | –    | 1R   | 1R   | KF   | 2-2  |     |